# Famille d'Arbaud
Pour les articles homonymes, voir Arbaud.
La famille d'Arbaud est une famille de la noblesse provençale, éteinte en 1950.

## Histoire

### Origine
La famille d'Arbaud remonte selon certains généalogistes à Barthélémi d'Arbaud, chevalier, vivant en 1324, chancelier du roi Robert, comte de Provence, qui était marié à Béatrice de Fos,.
Selon Gustave Chaix d'Est-Ange, il y eut en réalité deux familles d'Arbaud dont celle qui subsista remonte sa filiation à Arbaud d'Arbaud qui assista aux États de Provence en 1397 comme député de la ville d'Aulps et en 1398 comme syndic de la ville d'Aix.
Toujours selon Gustave Chaix d'Est-Ange, les généalogies qui remontent la filiation au-delà d'Arbaud d'Arbaud sont en désaccord avec une généalogie de la famille d'Arbaud dressée sur titres originaux et conservée dans les manuscrits de Chérin au Cabinet des titres. Cette dernière généalogie indique qu'Arbaud d'Arbaud ne porte aucune qualification dans le titre relatif aux États de 1397 et qu'il est appelé noble et discret homme maître Arbaud d'Arbaud dans le titre relatif aux États de 1428. Il est appelé noble monsieur dans une vente de 1433 et dans une procuration qu'il passa en 1439. Ces diverses qualifications semblent indiquer qu'il n'appartenait qu'à la haute bourgeoisie.
Arbaud d'Arbaud laissa de son mariage avec Antoinette de Pingon un fils nommé Guillaume d'Arbaud qui teste en 1505 et qui dans les actes porte parfois la qualification de noble, parfois celle de noble homme, parfois celle de noble et honorable homme. Il épousa Honorade de Fabry et eut trois fils qui furent les auteurs de trois grandes branches.

### Branches
- Branche d'Aulps (seigneurs de Bresque et de Chateauvieux), maintenue noble le 28 septembre 1668 et éteinte en 1698[3] ;
- Branche de Bargemont (seigneurs de Peynier), éteinte en 1666[3] ;
- Branche de Porchères qui donna les rameaux de Rognac, de Porchères et de Gardane éteinte en 1950.

La famille d'Arbaud a fourni de nombreux chevaliers de Malte, des présidents et des conseillers au Parlement et en la Chambre des comptes de Provence, des officiers généraux et un membre de l'Académie française.

## Personnalités
- François d'Arbaud de Porchères (1590-1640), poète français.
- Alexandre-Bache-Elzéar d'Arbaud de Jouques (1720-1793), général français.
- Joseph-Charles-André d'Arbaud, (1769-1849), militaire et haut fonctionnaire français.
- Joseph d'Arbaud (1874-1950), poète provençal.